# Исады (Пермский край)
Исады — упразднённая деревня в Чердынском городском округе Пермского края России.

## География
Урочище находится в северной части края, в районе среднетаёжных пихтово-еловых лесов, на левом берегу реки Камы, на расстоянии приблизительно 38 километров (по прямой) к юго-юго-западу от города Чердынь. Абсолютная высота — 169 метров над уровнем моря.

### Климат
Климат характеризуется как умеренно континентальный, с продолжительной холодной зимой и умеренно тёплым коротким летом. Средняя многолетняя температура самого холодного месяца (января) составляет −16,4°С (абсолютный минимум — −46 °С), температура самого тёплого (июля) — +16,8°С (абсолютный максимум — 36 °С). Среднегодовое количество осадков — 605 мм. При этом большинство (две трети от общего количества) осадков выпадает в тёплый период (с апреля по октябрь). Продолжительность безморозного периода составляет 109 дней.

## История
Известна с 1623—1624 годов как деревня Исада Лимежская. Название восходит к слову Исада, которое в пермских говорах означает «часть крутого невысокого берега, удобная для причаливания судов».
В «Списке населенных мест Российской империи» 1869 года населённый пункт упомянут как деревня Чердынского уезда (2-го стана) Пермской губернии, при реке Каме, расположенная в 51 версте от уездного города. В деревне насчитывалось 15 дворов и проживало 123 человека (60 мужчин и 63 женщины). действовали православная часовня и мельница.
В 1908 году в деревне, относящейся к Исадскому обществу Пянтежской волости Чердынского уезда, имелось 27 дворов и проживал 161 человек (73 мужчины и 88 женщин). В этноконфессиональном составе населения того периода преобладали русские православного вероисповедания, а также старообрядцы.
По данным переписи 1926 года имелось 30 хозяйств и проживало 169 человек (69 мужчин и 100 женщин), русских по национальности. В административном отношении входила в состав Лимежского сельсовета Чердынского района Верхне-Камского округа Уральской области.
В 1963 году числилась как населённый пункт Пянтежского сельсовета, проживало 75 человек. В 1981 году население составляло 10 человек.
Упразднена в 2005 году.